# سبدساز گلورگه‌‌ای
سبدساز گلورَگه‌ای (Asthenes humilis) گونه‌ای از پرندگان از خانواده مرغان تنورساز است که در بولیوی و پرو یافت می‌شود. زیستگاه طبیعی آن علفزارهای نیمه‌گرمسیری یا گرمسیری در ارتفاعات است. سه زیرگونه شناخته شده دارد.